# Bitva u Zvole
Bitva u Zvole se odehrála 1. října 1468 mezi obcemi Rájec a Zvole, asi 3 km jihovýchodně od Zábřeha, v rámci česko-uherských válek. České vojsko v ní bylo poraženo uherským vojskem tzv. černou rotou Matyáše Korvína vedenou hejtmanem Františkem z Háje.

## Historický kontext
Jiří z Poděbrad svěřil v roce 1464 hrad Bouzov s panstvím svému věrnému stoupenci Zdeňku Kostkovi z Postupic a jmenoval jej velitelem svých vojsk. Ten již v té době měl v držení i blízkou Moravskou Třebovou a byl hejtmanem chrudimského kraje. Nedlouho nato, za česko-uherských válek, bylo bouzovské panství stejně jako větší část Moravy popleněno uherskými vojsky. Rokem 1468 začíná období pro Moravu a Slezsko poměrně tragické. Ke konci března roku 1468 vypověděl Matyáš Korvín českému králi Jiřímu z Poděbrad válku. Vojevůdcem uherských vojsk jmenoval Korvín hejtmana France z Háje (mezi vojskem i lidem zvaný „Strašný Franc“, Čech a bývalý člen Bratří). Ten v polovině června r. 1468 vpadl na Moravu a 2. července se dostal až k Olomouci, kde v klášteře Hradisku oblehl umístěnou českou posádku pod velením Vaňka Šatného. Dvouměsíčním obléháním hrozilo posádce vyhladovění. Ze strategického hlediska velmi záleželo králi Jiřímu na udržení této pozice, a proto se rozhodl obležené vysvobodit a doplnit jejich zásoby.

## Průběh bitvy
Konvoj záchranné výpravy čítající přes 180 vozů se spíží a s doprovodem v síle přes 5000 mužů se pod velením Zdeňka Kostky z Postupic přesouval od Litomyšle do povodí Moravské Sázavy k Zábřehu. Ke konci září dospěla výprava až do Zábřeha, kde se k ní se svým vojskem připojili bratři Tunklové – Jiří Tunkl ze Zábřeha a Jan Tunkl z Brníčka.
Když vypukla válka mezi Jiřím z Poděbrad a Matyášem Korvínem, stáli oba Tunklové na straně Jiřího a zapletli se tak do sporů s pány ze Zvole, kteří podporovali Korvína.
Ze Zábřeha měla výprava namířeno již přímo k Olomouci. Zdeněk Kostka však pro pokračování výpravy stál před dilematem. Mohl volit ze dvou variant pokračování cesty podél řeky Moravy a obě byly nebezpečné. Pokud by volil cestu po levém břehu, musela by u vsi Leština výprava složitě přebrodit nebezpečně rozvodněnou řeku Moravu a dále se probíjet územím drženým a ovládaným úsovským pánem Karlem z Vlašimi, přívržencem krále Matyáše. Z těchto důvodů padlo Zdeňkem Kostkou rozhodnutí pro postup po pravém širším a schůdnějším břehu řeky, i když zde číhalo trojí nebezpečí. První překážkou byla tvrz v Rájci, tehdy v držení a pod velením biskupského mana Jana Rájeckého z Mírova. Dalším problémem a překážkou byla poměrně pevná a dobře vyzbrojená tvrz ve Zvoli. Této posádce velel další biskupský man – rytíř Zikmund ze Zvole. A třetí a také největší komplikací bylo v cestě stojící biskupské město Mohelnice. Dobře opevněné a pod ochranou blízkého a taktéž silně opevněného hradu Mírova s poměrně početnou dobře vyzbrojenou a vycvičenou posádkou. Tito všichni byli přívrženci krále Matyáše. Přes tato rizika se České vojsko vydalo cestou po pravém břehu Moravy, neboť Zdeněk Kostka předpokládal a očekával, že mu v ústrety přijede na pomoc posádka z jeho Bouzova. Ke zpevnění obrany a posílení mužstva vyslala mírovská posádka značný počet vojska na tvrze v Rájci a ve Zvoli. Rájecká posádka však neprovokovala a nevyvolávala střety a volně ponechala české vojsko bez napadení projít. Před Zvolí se Zdeněk Kostka rozhodl tuto obejít a vyhnout se tak dalšímu možnému konfliktu. Výprava tedy odbočila vpravo po tzv. „staré cestě“. Zde se však střetla s překážkou – hluboký úvoz cesty nad vsí byl zatarasen zásekem. Postupovat bylo nemožné, neboť z obou stran cesty byly připraveny protivníkovy zálohy. Nebylo proto jiného řešení, než se vrátit před osadu Zvoli, vybudovat tam ležení, tábor opevnit z vozové hradby a vyčkat příhodné situace a momentu překvapení při prudkém výpadu. Při setmění se snažila lehká uherská jízda několikrát atakovat tábor, avšak bez většího efektu a škod na české straně.
Jelikož celý rok 1468 byl poměrně deštivý a zvláště pak podzim, bylo ležení rozložené na bahnité rozbředlé půdě velmi nevhodné. Velení se proto rozhodlo přemístit tábor na sušší místo. Při tomto manévru a pokusu přemísťování provedly uherské setniny nájezdy na vozové ohrady, ale opět bez valných škod.
Pohroma a katastrofa v podobě úplné porážky českého vojska se však dostavila velmi záhy. Od Olomouce přitáhl ke Zvoli dne 30. září s hlavním uherským vojem čítajícím bezmála 8000 mužů František z Háje a český tábor v noci přepadl. Hlavní bitva se odehrála 1. října. České vojsko mělo jedinou cestu k ústupu směrem na Zábřeh. Z rájecké tvrze provedla výpad na ustupující vojsko silná posádka a české vojsko se dostalo do obklíčení a v nastalé kruté bitvě české vojsko podlehlo. Údaje o počtu celkových ztrát se značně rozcházejí. V kronikách se uvádí na české straně až 600 usmrcených mečem a kopím a dále několik set utopených v Moravské Sázavě. Malá část vojska se probila zpět za hradby Zábřeha. Zde byl těžce raněn (údajně Janem z Vrbna) velitel Poděbradova vojska Zdeněk Kostka z Postupic a ještě týž den večer umírá na Tunklově sídle v Zábřeze.
Po smrti krále Jiřího z Poděbrad dal podle všeho Matyáš Korvín vypálit kromě jiných i hrad Brníčko a bývalý spojenec Poděbradův Jiří st. Tunkl se raději přiklonil na jeho stranu. Jako hejtman se dokonce v roce 1474 zúčastnil bitvy u Ivanovic ve Slezsku, tentokrát na straně Matyášově. Byl sice poražen, ale udobřený král Matyáš se přimluvil, aby moravští páni přijali Jiřího Tunkla a jeho potomky do panského stavu. Stalo se tak až v roce 1480, v době kdy umírá Jiřího bratr Jan Tunkl z Brníčka.

## Důsledky
Porážka českého vojska u Zvole měla fatální následky pro Moravu a Slezsko. Nepřátelská uherská vojska ničila hrady, tvrze a pustošila osady a některé z nich úplně zanikly. Jejich lokalizace je předmětem současných archeologických výzkumů. Mezi mnohými byl roku 1471 zničen i hrad Brníčko, který se roku 1513 uvádí již jako zřícenina.
Tehdy byla marná i snaha Ctibora Tovačovského z Cimburka dobýt Olomouc. S citelnými ztrátami byl odražen. Pouze knížeti Viktorinovi se podařilo v prosinci 1468 dobýt Uherské Hradiště, avšak posádka na brněnském Špilberku se musela po vyhladovění vzdát. Tak se ocitla celá Morava a Slezsko, kromě Uherského Hradiště, Opavy a Lužice, v rukou uherských.